# Compostela (Cebú)
Compostela es un municipio de la provincia de Cebú en Filipinas. Es una de las localidades que componen al Gran Cebú, actualmente la segunda área metropolitana más grande del país.

## Barangayes
Compostela se subdivide administrativamente en 17 barangayes.
| - Bagalngá - Basak - Buluang - Cabadiangan - Cambayog - Canamucan - Cogon - Dapdap - Estaca | - Lupa - Magay - Mulao - Panangban - Población - Tag-ubi - Tamiao - Tubigan |

- Datos: Q315923
- Multimedia: Compostela, Cebu / Q315923

1. ↑  Worldpostalcodes.org, código postal n.º 6003.